# The Legend of Zelda: Phantom Hourglass
The Legend of Zelda: Phantom Hourglass (ゼルダの伝説 夢幻の砂時計, Zeruda no Densetsu: Mugen no Sunadokei) is een actie-avonturen computerspel dat is ontwikkeld door Nintendo EAD en dat door Nintendo op 19 oktober 2007 is uitgeven voor de Nintendo DS. Het spel heeft dezelfde niet-natuurgetrouwe, cel-shaded grafische stijl als The Wind Waker en gebruikt de mogelijkheden van de draagbare spelcomputer voor nieuwe gameplay-elementen. Het verhaal is een vervolg op het verhaal van The Wind Waker en draait om Link die bevriende piraat Tetra moet redden uit handen van Bellum. Link wordt geholpen door Captain Linebeck en zijn schip, de S.S. Linebeck.

## Verhaal
Het spel begint enkele maanden na The Wind Waker. Link, Tetra en haar piraten verkennen de zee en stuiten op een spookschip. Tetra gaat aan boord van het schip, maar roept al gauw om hulp. Link probeert haar te redden maar valt in het water. Hij spoelt aan op de kust van een mysterieus eiland waar een fee genaamd Ciela hem bij bewustzijn brengt. Ze gaan op zoek naar een schip om achter het spookschip aan te gaan en rekruteren en redden de schipper Linebeck uit de tempel van de Ocean King. Ciela's grootvader Oshus onthult dat ze de hulp nodig hebben van drie spirits; kracht wijsheid en moed. Deze worden echter gevangen gehouden in tempels op verschillende eilanden. Link reist af naar de eilanden en redt de spirits uit de tempels. Tijdens zijn zoektocht naar nieuwe gebieden daalt Link af in de tempel van de Ocean King, die bewaakt wordt door onverslaanbare Phantoms. Om veilig door de tempel te navigeren, krijgt Link van Oshus een mysterieuze zandloper, de Phantom Hourglass. Zolang deze loopt zullen de kwade krachten in de tempel hem minder schaden. Zodra Link de spirit van moed heeft gered, onthult Oshus dat Ciela eigenlijk de spirit van moed is, maar dat hij haar toen de Ocean King al zijn macht kwijtraakte en de spirits gevangen werden gezet, spleet Oshus Ciela in tweeën en zodat ze niet gevangen zou blijven. Met de drie spirits slaagt Link erin om het spookschip te vinden en Tetra te redden, maar Tetra blijkt versteend te zijn.
Oshus onthult vervolgens dat hij de Ocean King is, maar dat de machtige Phantom Bellum zijn macht afpakte en zich diep in de tempel van de Ocean King vestigde en al het leven corrumpeerde. Alleen het mysterieuze Phantom Blade kan hem doden en de vloek over Tetra opheffen. Link bezoekt de smid Zauz die het Pahntom Blade zou hebben, maar hij vertelt hem dat het zwaard niet meer bestaat. Zauz kan echter een nieuw zwaard maken, maar daarvoor heeft hij drie zeldzame metalen nodig, Crimsonine, Azurine en Aquanine. Deze metalen zijn ooit geschonken door de Ocean King aan drie stammen die op verschillende eilanden leven. Nadat Link de metalen heeft gevonden, smeedt Zauz een nieuw lemmet en maakt Oshus een handvat van de zandloper. Link betreedt de tempel van de Ocean King om Bellum te verslaan. Tijdens het gevecht ontdekt Ciela dat zij ook de kracht heeft om tijd te manipuleren en gebruikt dit helpt Link tijdens zijn gevecht. Het gevecht verplaatst zich vervolgens naar de open zee, waar Bellum het spookschip in zijn bezit heeft genomen. Met behulp van de boot van Linebeck weet Link het spookschip te vernietigen, maar Bellum neemt het lichaam van Linebeck over. Link en Ciela slagen erin om Bellum te verslaan. Linebeck wordt weer zichzelf en de vloek van Tetra is ook opgeheven. Oshus neemt zijn ware vorm aan, die van een enorme walvis en herstelt de balans in de zeeën weer. Link en Tetra keren terug naar hun oude schip waar ze worden herenigd met hun bemanning, en verder varen, op zoek naar avontuur.

## Multiplayer
Naast de singleplayer is er ook een multiplayerstand beschikbaar. Deze multiplayer heeft veel weg van een mix van Pac-Man en Capture the flag, maar dan met Link in de hoofdrol. In een soort open doolhof neemt één persoon de rol van Link aan, terwijl de ander drie Phantoms bestuurt. Link moet een Force Gem in bepaalde plaatsen van het doolhof te pakken krijgen, en het vervolgens naar een veilige plaats dragen. Er zijn Force Gems die 1 punt, 5 punten en 15 punten waard zijn. Hoe meer de Force Gem waard is, hoe groter hij is en dus ook hoe zwaarder hij is. Het is dus moeilijker om een Force Gem van 15 punten te verplaatsen dan een van 1 punt. Als de speler uiteindelijk meer battlepoints krijgt, stijg die in rank. Voor de andere speler is het de bedoeling dat deze met een van de drie Phantoms die men kan besturen, Link te pakken krijgt voordat hij punten kan scoren. De speler bestuurd de Phantoms door middel van een route te tekenen op de kaart. Als Link wordt gevangen, verwisselen de spelers van rol. Er zijn drie rondes van maximaal anderhalve minuut, en in iedere ronde speelt elke speler een keer Link en een keer het team Phantoms.
De battle mode geeft de spelers ook verschillende items te gebruiken, voor zowel Link als de Phantoms. Deze items verschijnen voor korte tijd op het speelveld, en helpt de speler tijdelijk. Er zijn items voor beide spelers, en het effect van de items variëren van sneller lopen tot een schild tot een betere of juist tactische aanval.
De battle mode kan via een lokale DS-DS connectie gespeeld worden, of online via Nintendo Wi-Fi Connection.
Er zijn behalve battlepoints ook zogeheten Big Plays die men kan vrij spelen door een bepaald aantal eisen te voldoen terwijl. Men kan, onderandere, een Bigplay krijgen voor het pakken van 10 Items in een potje of voor het breken van 10 Items van de tegenstander. Er zijn in totaal 16 Bigplays. Voor elke vier die de speler vrijspeelt krijg die in adventure (De singleplayer stand) een gouden schip onderdeel om de boot mee te versieren.

## Ontvangst
| Beoordeeld door      | Jaar | Score |
| -------------------- | ---- | ----- |
| GameLemon            | 2008 | 97%   |
| GamePro (US)         | 2007 | 95%   |
| Cubed3               | 2007 | 90%   |
| Armchair Empire, The | 2007 | 90%   |
| Eurogamer.net (UK)   | 2007 | 90%   |
| GameSpot             | 2007 | 90%   |
| Gaming Target        | 2008 | 90%   |
| ZTGameDomain         | 2007 | 86%   |
| AllRPG               | 2007 | 80%   |
| Boomtown             | 2007 | 80%   |

## Trivia
- Het spel is opgenomen in het boek 1001 Video Games You Must Play Before You Die van Tony Mott.